# Frijo Müller-Belecke
Frijo Müller-Belecke (eigentlich Friedrich-Josef Müller; * 24. März 1932 in Delitzsch; † 5. Juli 2008 in Hemmoor) war ein deutscher Bildhauer und Kunsterzieher.

## Biografie
Die Familie Müller stammte aus dem Ort Belecke (heute Ortsteil der Stadt Warstein) im Sauerland. Sein Künstlername Müller-Belecke wurde 1981 sein genehmigter offizieller Familienname.
Er begann seine Bildhauerausbildung 1948 bei Alwin Murche in Wittenberg; er setzte sie fort 1948/1949 bei Heinrich Sprick in Erwitte sowie 1950/52 bei Heinrich Püts in Wiedenbrück.

Von 1954 bis 1959 studierte er Bildhauerei an der Akademie der Bildenden Künste München bei Josef Henselmann.
Seit 1959 wirkte Müller-Belecke als Künstler. Er war von 1963 bis 1986 Kunsterzieher am Gymnasium Warstade in Hemmoor und von 1974 bis 1979 Kunsterzieher an der Deutschen Schule in Bogotá in Kolumbien. Danach kehrte er wieder als Fachobmann für Kunst an das Gymnasium Warstade zurück und war hier bis 1986 tätig.
Von ihm finden sich zahlreiche Skulpturen im öffentlichen Raum vor allem in verschiedenen niedersächsischen Orten.

## Werke (Auswahl)
- in Belecke, Ortsteil der Stadt Warstein: Plastik aus sechs stilisierten Eichen, in deren Geäst die Stadtgeschichte in Ausschnitten gezeigt wird – die Stadtgründung im Jahr 1296, die Soester Fehde im Jahr 1448, der große Stadtbrand von 1805 u. a. anlässlich des 1050-jährigen Jubiläums des Ortes 1988
- in Neuenkirchen (Hadeln): Denkmal für Hinrich Wilhelm Kopf (1893–1961), deutscher Politiker (SPD) und erster Ministerpräsident von Niedersachsen, im Park vor der St.-Marien-Kirche
- in Osterbruch, Dorfmitte: Denkmal für das Springpferd Deister, eines der berühmtesten Pferde Deutschlands, das aus Osterbruch stammt und unter Paul Schockemöhle ein Begriff für die gute Pferdezucht im Land Hadeln wurde
- in Otterndorf: Otterndorf#De Utröper und Otterndorf#Deichbaudenkmal am Schöpfwerk: Keen nich will dieken, de mutt wieken
- in Horneburg: Bronzeplastik des Heinrich von Borch (Isern Hinnerk) von 1988
- in der Lutherstadt Wittenberg: Cranach-Höfe: Denkmal Lucas Cranachs d. Ä., eingeweiht am 27. November 2005
- in Hamburg-Poppenbüttel vor dem Alstertal-Einkaufszentrum: Antje-Brunnen (auch: Walross-Brunnen)
- in Cuxhaven: Die Skulptur Vogelflug von 2002 und das Carsten-Niebuhr-Denkmal in Lüdingworth von 2004.

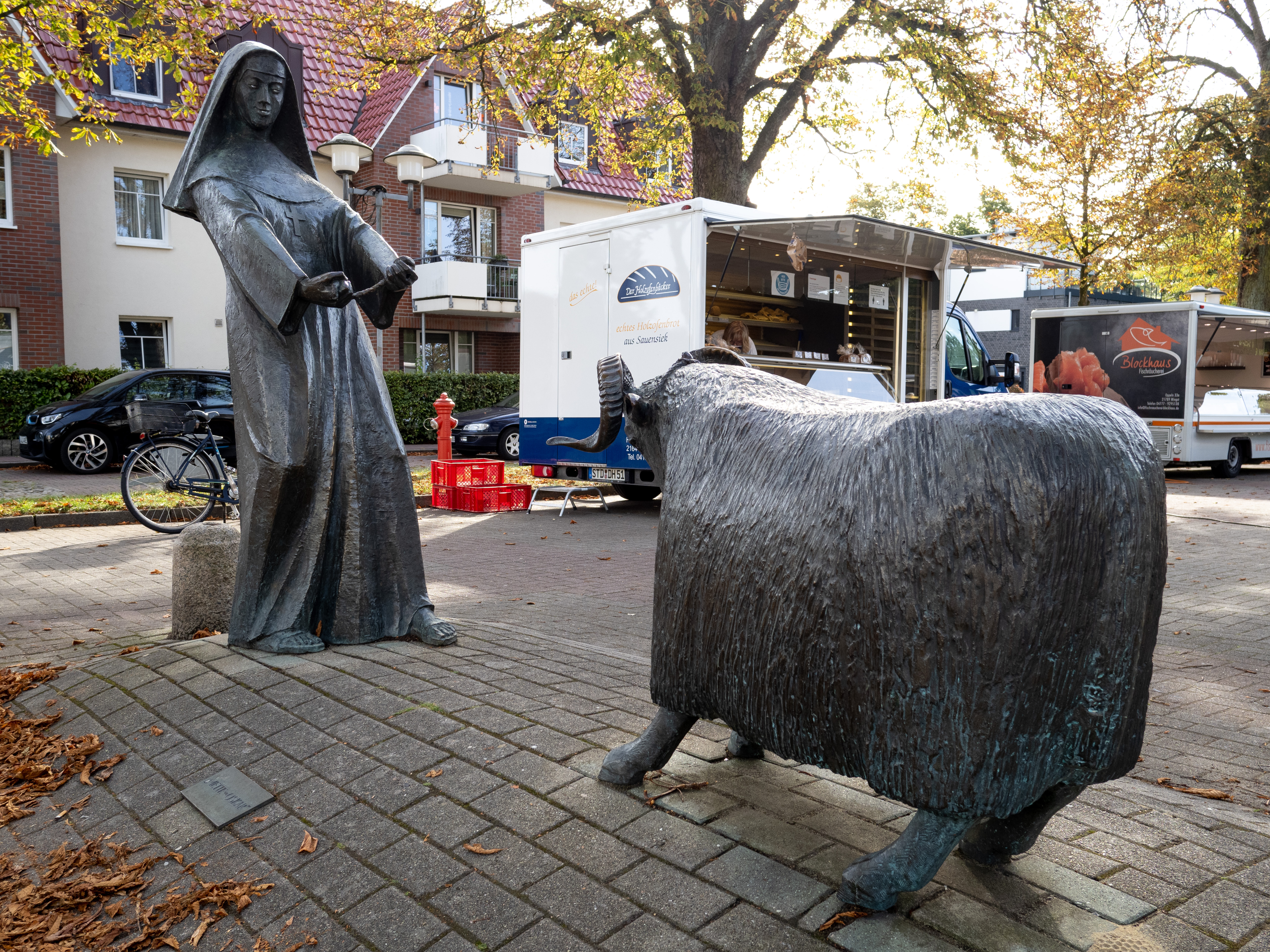
Buxtehude, Schafmarkt: Mette und Oskar
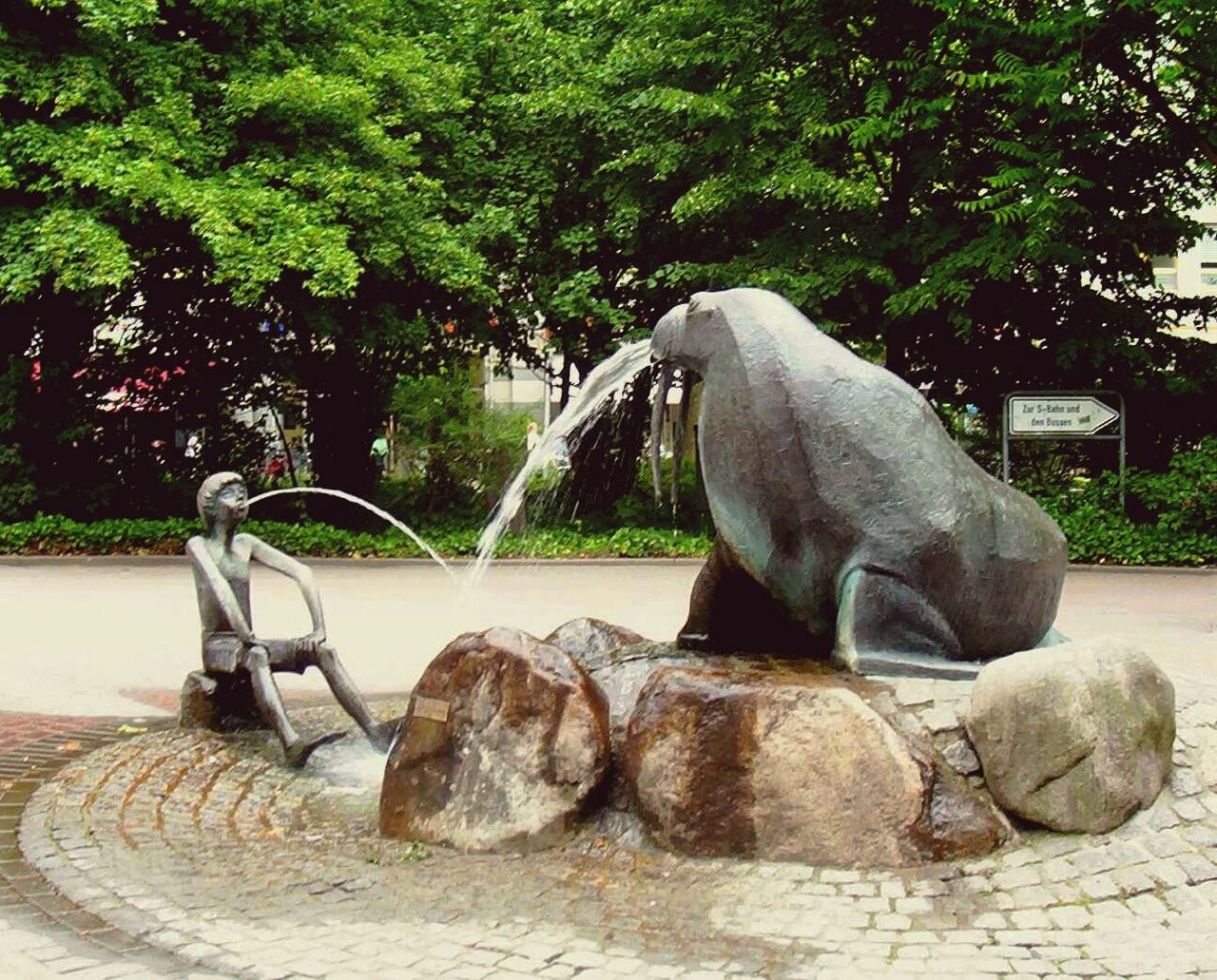
Hamburg-Poppenbüttel, Alstertal-Einkaufszentrum: Antje-Brunnen
Osterbruch, Dorfmitte: Denkmal für das Springpferd Deister
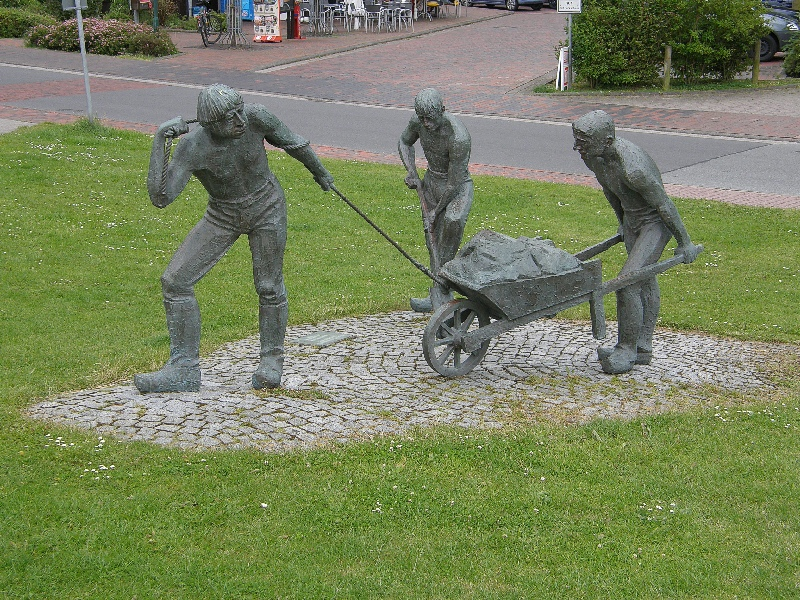
Otterndorf, vor dem Schöpfwerk: Keen nich will dieken, de mutt wieken
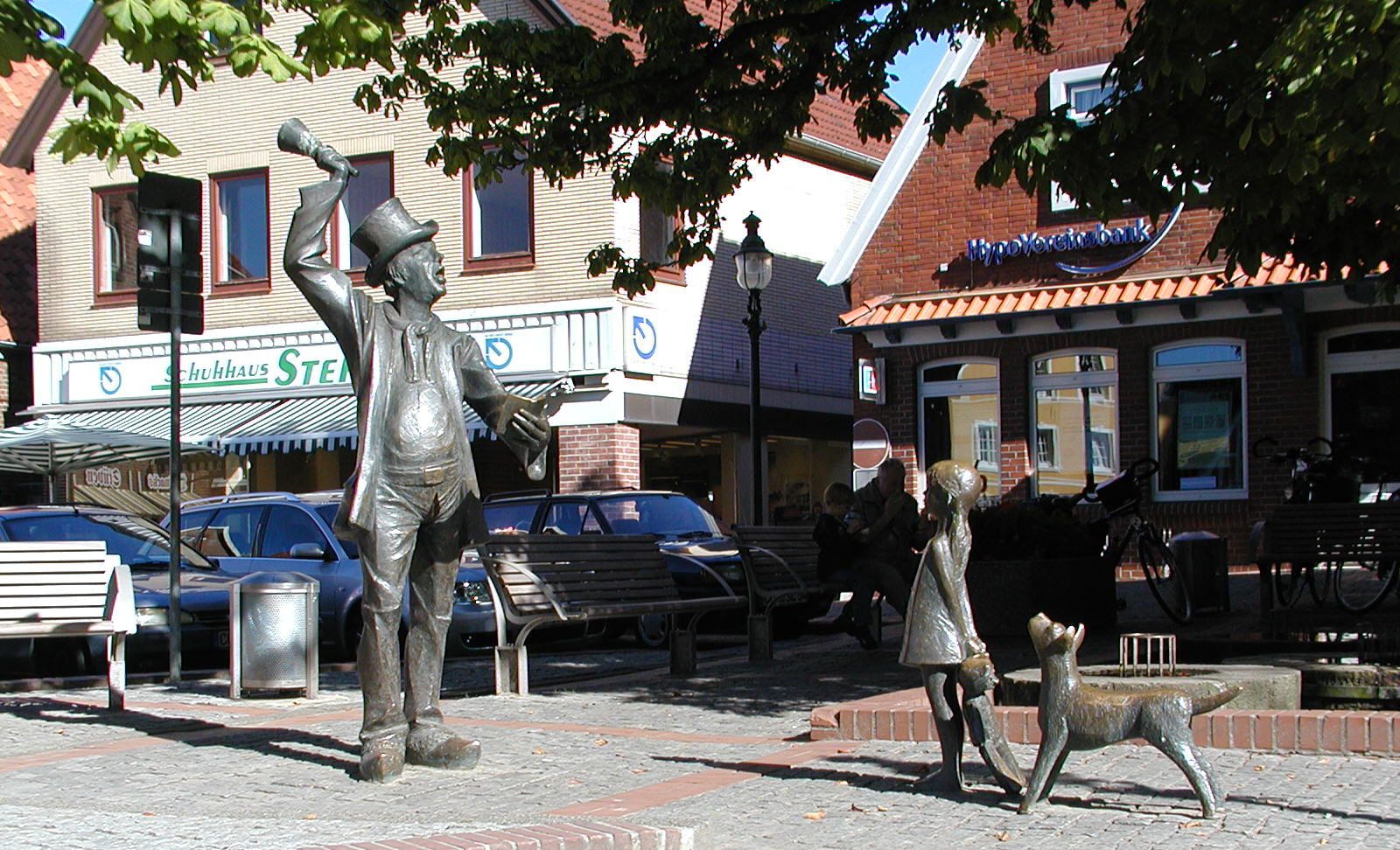
Otterndorf: De Utröper
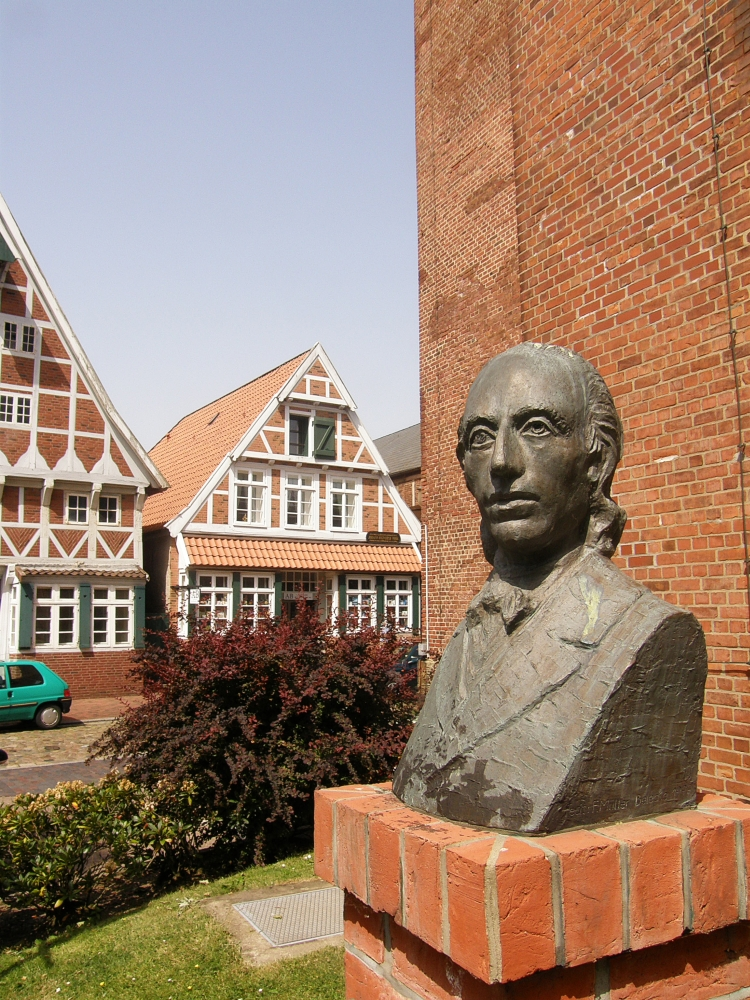
Otterndorf, Südseite der St. Severi-Kirche: Denkmal und Wohnhaus von Johann Heinrich Voß
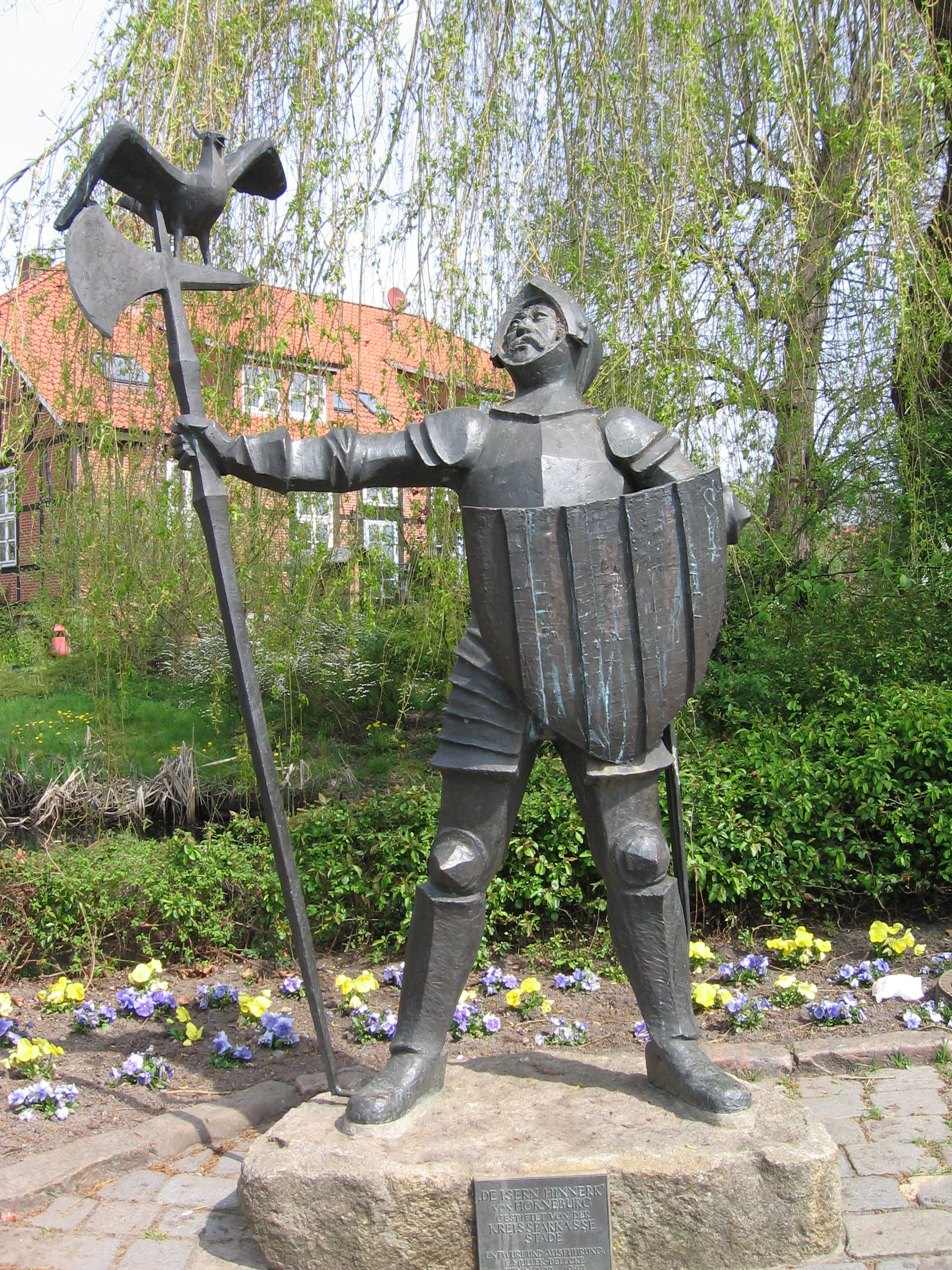
Isern Hinnerk in Horneburg
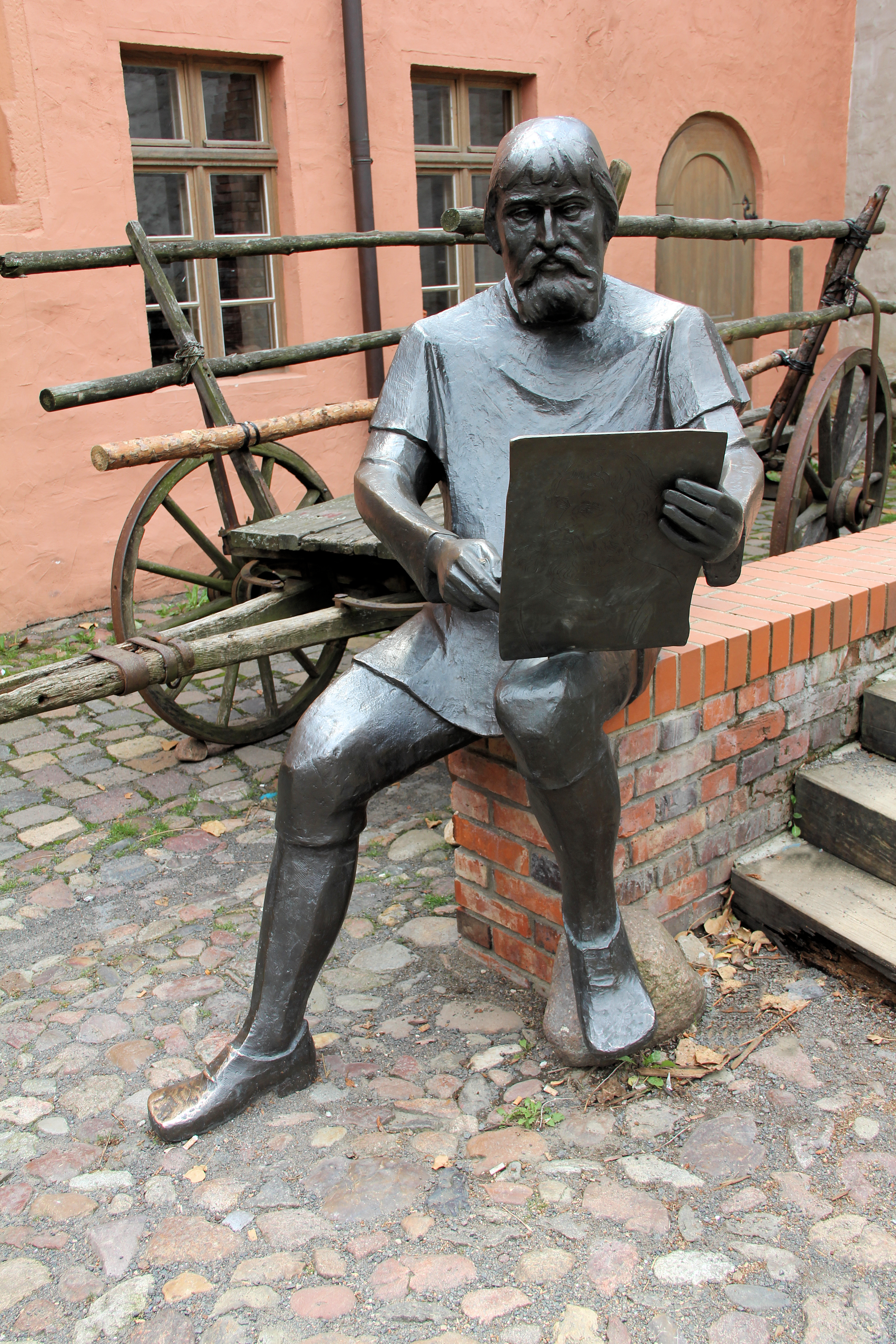
Lutherstadt Wittenberg, Markt 4: Statue Lucas Cranach der Ältere
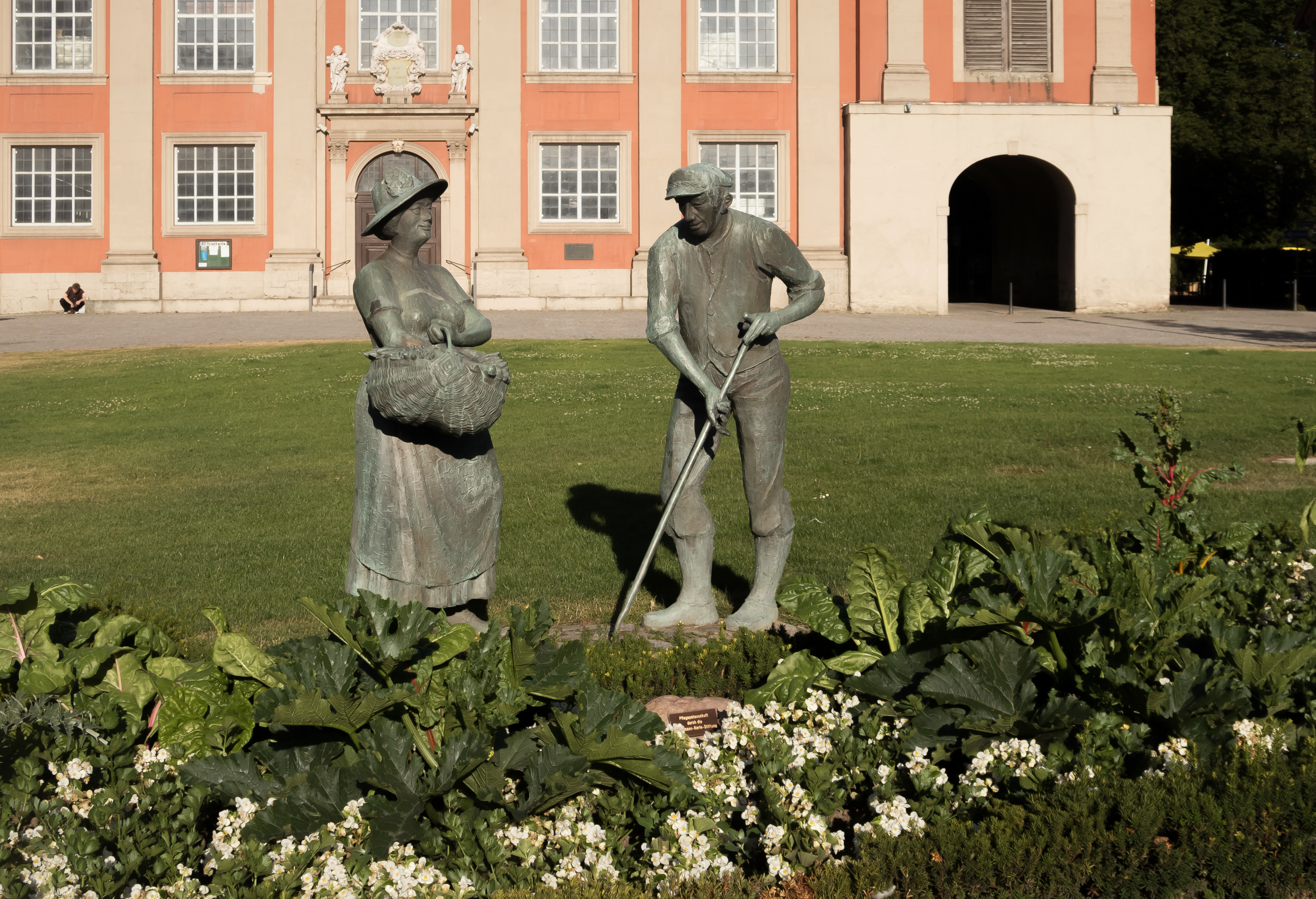
Skulpture vor der Trinitatiskirche in Wolfenbüttel